# Bangdag Co
Bangdag Co (kinesiska: Bangda Cuo, 邦达错) är en sjö i Kina. Den ligger i den autonoma regionen Tibet, i den sydvästra delen av landet, omkring 1 100 kilometer nordväst om regionhuvudstaden Lhasa. Bangdag Co ligger 4 904 meter över havet. Arean är 107 kvadratkilometer. Den sträcker sig 10,0 kilometer i nord-sydlig riktning, och 14,7 kilometer i öst-västlig riktning.
Genomsnittlig årsnederbörd är 237 millimeter. Den regnigaste månaden är augusti, med i genomsnitt 53 mm nederbörd, och den torraste är november, med 2 mm nederbörd.